# Gymnasium Pullach
Das Staatliche Gymnasium Pullach i. Isartal ist ein naturwissenschaftlich-technologisches und sprachliches Gymnasium in Pullach im Isartal südlich von München. Es wird von einem Zweckverband aus der Gemeinde Pullach, dem Landkreis München und der Stadt München getragen. Die Schüler kommen aus diesen drei Gebietskörperschaften.

## Geschichte
Das Gymnasium wurde 1971 gegründet. Die Schülerzahlen stiegen rasch auf ein Niveau, das zu über 35 Kindern pro Klasse führte und es erforderte, Schichtunterricht abzuhalten, in dem Kinder wechselnd entweder Vormittags- oder Nachmittagsunterricht hatten. Dies konnte mit Errichtung einer bis zur 10. Klasse reichenden Zweigstelle am Marienstern im benachbarten Münchner Stadtteil Solln behoben werden, die von 1975 bis 1995 bestand. Bis in die 1980er Jahre hinein hatte das Gymnasium auch einen humanistischen Ausbildungszweig.
Während der Olympischen Spiele 1972 wurden die Turnhallen der chinesischen Mannschaft zum Training zur Verfügung gestellt. Seit Gründung wird jährlich ein Weihnachtsbasar zu Gunsten eines karitativen Zwecks veranstaltet, an dem die ganze Schule mitwirkt und der weit über die Grenzen Pullachs hinaus bekannt ist.
Im Schuljahr 2021/22 wurde eine digitale Erneuerung der Klassenzimmer für rund 850.000 Euro abgeschlossen. Neben einem stärkeren WLAN stehen der Schule nun auch Multitouch-Displays und Whiteboards zur Verfügung, die von Schülern sowie Lehrern überwiegend positiv aufgenommen wurden.
Im Januar 2023 wurde das Gymnasium unter Patenaufsicht der Münchner Omas gegen Rechts Teil des bundesweiten Schulnetzwerks Schule ohne Rassismus – Schule mit Courage. Im März desselben Jahres feierte die Schule ihren 50. Jahrestag mit von den Schülern erarbeiteten Rückblicken und Ausstellungen. Kultusminister Michael Piazolo, Bürgermeisterin Susanna Tausendfreund und Landtagsabgeordnete Claudia Köhler waren als Ehrengäste anwesend.

## Schulname
2013 schlug die damalige Schulleiterin Renate Einzel-Bergmann vor, der Schule den Namen des im Februar verstorbenen, berühmten Kinder- und Jugendbuchautors Otfried Preußler zu geben. Der Vater der Schulleiterin war ein Kindheitsfreund von Preußler. Die Schulgremien sprachen sich für das Ändern des Schulnamens in Otfried-Preußler-Gymnasium aus, so dass noch im selben Jahr der damalige Kultusminister Ludwig Spaenle den Namen verlieh. Der Pullacher Gemeinderat kritisierte die Entscheidung der Schulfamilie, da kein Ortsbezug von Preußler zu Pullach bestand und weil Preußler hauptsächlich als Autor für Kinder im Grundschulalter und nicht für die Altersgruppe des Gymnasiums in Erscheinung getreten war.
Angestoßen durch das von Preußler 1941 im Alter von 17 Jahren verfasste Buch Erntelager Geyer, das Preußler als Fähnleinführer (Dienstgrad der NS-Organisation Deutsches Jungvolk) geschrieben hatte, begannen 2015 Historiker und Literaturwissenschaftler sich mit dem Buch auseinanderzusetzen.
Die Ergebnisse wurden auch anderweitig publiziert, z. B. im Rahmen einer Preußler gewidmeten Tagung des Adalbert-Stifter-Vereins, dessen Vorstand der Preußler-Forscher Peter Becher ist.
2024 sollte auf Antrag des Schuldirektors Benno Fischbach die seit 2014 geführte Benennung nach dem Kinderbuchautor Otfried Preußler wieder zurückgenommen werden, was ein großes Medienecho und Vorwürfe der Cancel Culture nach sich zog. Am 14. März 2024 stimmte der Zweckverband einstimmig der Rückbenennung der Schule in Staatliches Gymnasium Pullach zu. Die Vorsitzende des Verbands, die Pullacher Bürgermeisterin Susanna Tausendfreund, äußerte, dass es der Schule nicht darum gehe, Preußler für seine [damalige] NS-Begeisterung abzustrafen; er eigne sich jedoch nicht als Vorbild, weil er das eigene Denken und Handeln nie öffentlich kritisch reflektiert habe.
2018 gründete sich im Gymnasium eine Arbeitsgruppe aus Schülern und zwei Lehrern, unter Leitung des stellvertretenden Schulleiters (Mathematik/Physik), um sich mit Preußlers Jugend zu befassen und eine Ausstellung zu diesem Thema zu organisieren.
Lehrer, Schüler und der Elternbeirat strebten nach fünf Jahren Befassung mit dem Thema an, der Schule wieder den bis 2014 verwendeten Namen Staatliches Gymnasium Pullach zu geben.
Der beim zuständigen Zweckverband eingegangene Umbenennungsantrag listet fünf Argumente auf, die aus Sicht der Schule eine Umbenennung notwendig machen:
- die fehlende Distanzierung in konkreter Form von Preußlers Erstlingswerk Erntelager Geyer, welches er als 17-Jähriger verfasste und das von mehreren Wissenschaftlern als HJ-Roman klassifiziert wird
- die fehlende vorbildhafte Einstellung in pädagogischer Hinsicht, da Preußler seine eigene Tätigkeit als Lehrer auf einer Postkarte als öde bezeichnet hatte
- ein fehlender Bezug zur Gemeinde Pullach
- das Fehlen eines echten gymnasialen Anspruches im literarischen Werk Preußlers
- Gewalt und/oder Hexerei als Konfliktlösungsmechanismen in den Büchern Preußlers

Mittlerweile musste der Leiter der Arbeitsgruppe mehrere Unterlassungserklärungen abgeben, da er falsche Tatsachenbehauptungen zu Preußlers Jugend im Nationalsozialismus im Zuge der Umbenennungsdebatte verbreitet hatte.
Die Erben Preußlers drohten mit einer Schadenersatzklage.
Preußlers jüngste Tochter, die Historikerin Susanne Preußler-Bitsch, teilte mit, sie habe von der geplanten Umbenennung erst aus der Presse erfahren, und bezeichnete das Vorgehen der Umbenennungskommission als „unseriös“, da es seitens des Gymnasiums keine wissenschaftliche Auseinandersetzung mit der politischen Vergangenheit ihres Vaters gegeben habe. Das Privatarchiv stünde seit dem Tode ihres Vaters der Forschung offen, Historiker und Literaturwissenschaftler hätten es davor schon ausgiebig genutzt und Bücher und Dokumentarfilme produziert.

Preußlers älteste Enkelin, die Literaturwissenschaftlerin Sabine Volk, erklärte hingegen, dass sie „größtes Verständnis“ für die Umbenennung des Pullacher Gymnasiums habe, denn dieser habe sein Buch Erntelager Geyer verschwiegen.

„Es ging mir darum, in diese hoch emotionalisierte Debatte um meinen Großvater einzugreifen, die drohte, allergrößten Schaden anzurichten. [...] Ich bin noch darüber schockiert, wie beleidigend und diffamierend insbesondere mit Mitgliedern der Schulgemeinschaft am Gymnasium Pullach umgegangen wurde.“

Peter Becher, der die Wiederentdeckung von Erntelager Geyer 2015 publiziert und in Pullach mit Schülern und Lehrern diskutiert hatte, hatte der Schule vom Namenswechsel „dringend abgeraten“. 

„Meiner Meinung nach ist ein differenziertes Preußlerbild, das auch Spannungen enthält, gerade für Schüler lehrreicher als ein lupenreines Idol.“

Der Augsburger Schriftsteller und Filmemacher Thomas von Steinaecker war Anfang Februar 2024 zu Gast am Gymnasium, um über Preußler und den Umgang mit dessen Vergangenheit zu diskutieren, und hielt die geplante Umbenennung ebenfalls für falsch: 

„Die Umbenennung des Gymnasiums Pullach ist für mich persönlich eine vertane Chance […] Preußlers Biografie zeigt beispiellos anschaulich, wie man als Jugendlicher durch Ideologien verführt werden kann und sich daran ein Leben lang abarbeitet. Was wäre das für eine Steilvorlage für jeden Geschichts- oder Deutschlehrer an einem Preußler-Gymnasium gewesen, sich regelmäßig mit dem Namensgeber der Schule und seinen Schwächen und Stärken auseinanderzusetzen - gerade heute!“

Der Literaturwissenschaftler Carsten Gansel kritisierte die Entscheidung des Gymnasiums, ebenso wie den Prozess der Auseinandersetzung mit dem Namenspatron. Er wurde bereits 2020 als Preußler-Experte von der Schule kontaktiert und kam nach Sichtung erster Ergebnisse der Arbeitsgruppe zu dem Schluss:

„Als ich die Einlassungen las, musste ich zu dem Ergebnis kommen, dass die Intentionen nicht darauf abzielten, Biographien, »die die Widersprüche eines Jahrhunderts leben und aushalten mussten«, zu ergründen - so schrieb ich dann - , sondern es eher darum ging, Gründe für das Ablegen des Namens zu finden.“

Obwohl das bayerische Kultusministerium im März 2024 eine Prüfung innerhalb „weniger Wochen“ ankündigte, konnte der Antrag im September 2024 immer noch nicht  beschieden werden, da rechtliche und formale Bedenken bestanden. Daher wurde der Antrag an die Schule zurückgegeben. Daraufhin zog die Familie Preußler im Oktober 2024 die Erlaubnis zur Nutzung des Namens zurück, um der Schule die gewünschte Rückbenennung zu ermöglichen; denn die Schule habe die Ehre, den Namen ihres Vaters tragen zu dürfen, eindeutig verwirkt, sagte Susanne Preußler-Bitsch. Die Umbenennung wurde zum 1. März 2025 wirksam.

## Anlage
Die Anlage wurde zwischen 1969 und 1972 von den Architekten Werner Fauser und Herbert Kriegisch sowie dem Künstler Manfred Mayerle im Stile des Brutalismus entworfen und 2011 von Christian Lechner erweitert. Der größere Altbau ist mit dem Neubauflügel durch einen hochgelegenen Gang („Brücke“) verbunden. Das Gymnasium verfügt über einen Sportplatz (jedoch ohne 400-m-Bahn), Bibliothek, Dreifach-Turnhalle, Biologie-, Chemie- und Physiksäle, Theatersaal, Vortragssaal, drei Computerräume, Cafeteria, zwei Kunstsäle, Aula, zwei Musiksäle, Mensa und Räume der Jugendsozialarbeit und der Schulpsychologie. Die Gebäude gruppieren sich um einen Pausenhof, über den man zur Mensa, zu den Sportumkleiden und in die Aula gelangen kann.

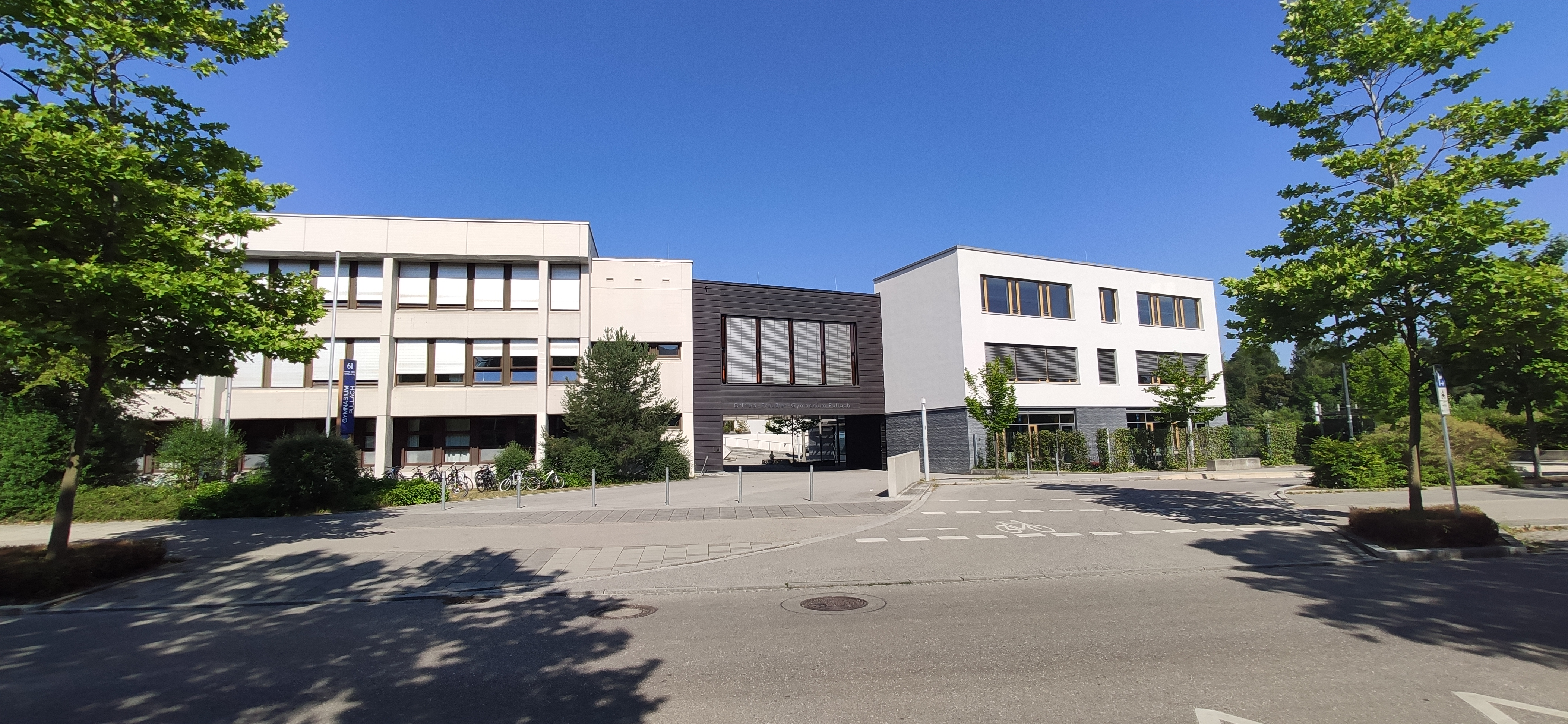
Otfried-Preußler-Gymnasium Pullach

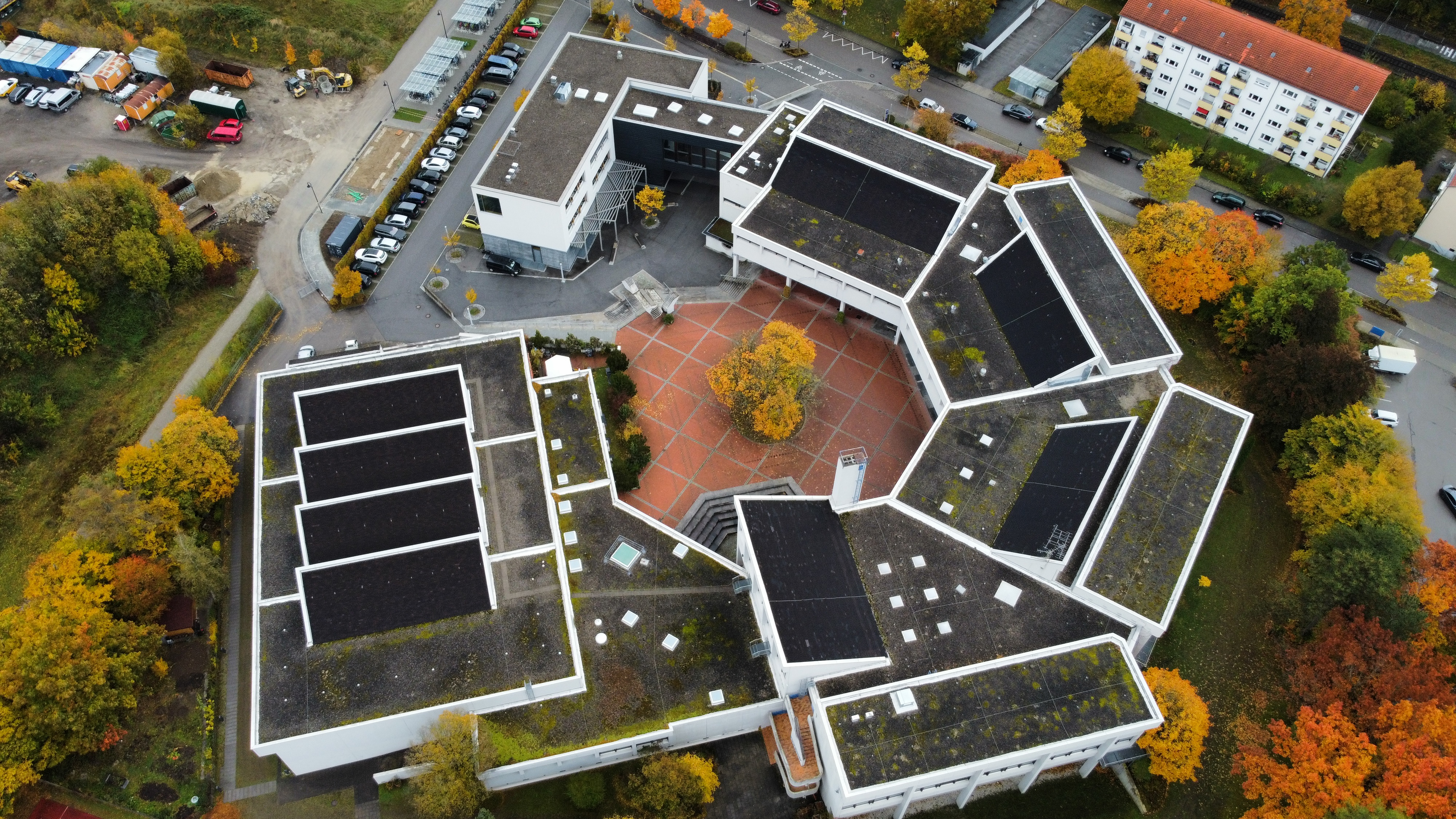
Luftaufnahme des Gymnasiums

2024 wurde das Gebäude in die bayerische Denkmalschutzliste aufgenommen. Aus Sicht des Denkmalschutzes spiegle das Gebäude „den Anspruch der späten 1960er- und frühen 70er-Jahre wider, dem Gymnasium als wichtigen Ort schulischer Bildung einen angemessenen, die demokratischen Wertevorstellungen und Ziele der Schulreformen der 1960er-Jahre vermittelnden architektonischen Rahmen zu geben“.

## Schulfächer
Im Gymnasium werden 17 Fächer unterrichtet, darunter Biologie, Englisch, Latein, Deutsch, Mathematik, Geographie, Geschichte, Kunst, Musik, Religion, Sport und Informatik. Die Schüler lernen je nach gewählter Ausbildungsrichtung Latein, Englisch und/oder Französisch, wobei die 1. oder 2. Fremdsprache Englisch ist. Physik wird in der 7. Klasse eingeführt, während Chemie in der 8. beziehungsweise 9. Klasse hinzukommt. Das Schulfach Wirtschaft und Recht kommt im 9. Schuljahr dazu und Sozialkunde im 10. Schuljahr.

## Offene Ganztagsschule
Unterstufenschüler werden von Montag bis Donnerstag jeweils von 13.00 bis 16.00 Uhr von pädagogisch ausgebildeten Kräften des Kreisjugendrings (KJR) betreut. Die Zielgruppe sind die 5. und 6. Klassen und in Ausnahmefällen auch 7. Klassen. Die Zeit dort ist in verschiedene Abschnitte eingeteilt: pädagogischer Mittagstisch, Lernzeit und Freizeit. Der Mittagstisch ist verpflichtend und findet in der Mensa statt, die Lernzeit wird in Klassenräumen durchgeführt und von Lehrern betreut, welche Fragen zum Schulstoff beantworten können. Außerdem gibt es verschiedene Freizeitaktivitäten, zum Beispiel Gesellschaftsspiele, eine Kreativ- und Filmwerkstatt, eine Theater-AG sowie die Nutzung der Bibliothek. Insgesamt ist dies kostenfrei, nur das Essen aus der Mensa muss regulär bezahlt werden.

## Schulische Angebote
In der 5. Klasse gibt es eine Chorklasse, Tutoren- und Streitschlichtungsprogramme, eine Aufnahmefeier, die Kennlerntage und Projekte der Jugendsozialarbeit.
Für die 6. Jahrgangsstufe werden eine Skiwoche und ein weiterer Programmpunkt namens „Zammgrauft“, eine Förderung sozialer Kompetenzen durch die Jugendsozialarbeit, angeboten.
In der 7. Klasse wird ein Planspiel gegen Cybermobbing („Bloßgestellt im Netz“) durchgeführt.
In der 8. Klasse gibt es eine erlebnispädagogische Woche, ein Sozialprojekt namens „Saubableim“, eine Essstörungsprävention und einen sozialen Tag namens „Spende deine Hände“.
Die 9. Jahrgangsstufe bietet ein sexualpädagogisches Projekt und das Angebot einer Mediatoren- bzw. Streitschlichterausbildung.
In der 10. Klasse gibt es eine Berlinfahrt, ein Betriebspraktikum und eine Tutorenausbildung.
Für alle Jahrgangsstufen werden eine „bewegte Pause“, mehrere Streitschlichtungsprogramme, Projekte der Jugendsozialarbeit („Zeit für uns“, „Sichere Wiesn“), die freiwillige Teilnahme am Schulsanitätsdienst, die Teilnahme am Technikteam und ein Methodencurriculum angeboten.
Im Schuljahr werden zahlreiche Veranstaltungen wie der Weihnachtsbazar, Konzerte, Berufsinformationstage, Bewerbungstraining, ein Spendenlauf („Charity-Run“) angeboten.

## Partnerschulen
Das Gymnasium nimmt an dem Projekt Erasmus+ teil und hat in fünf Ländern Partnerschulen:
- Frankreich, Pauillac, Lycée Odilon Redon
- Schweden, Karlstad, Klaragymnasium AB
- Italien, Rom, Istituto di Istruzione Superiore Leopoldo Pirelli
- Spanien, Valencia, Delegación Fasta Espana
- Portugal, Lissabon, Agrupamento de Escolas de Casquilhos

## Direktoren
- 1971–2001 Günter Wank[3]
- 2001–2017 Renate Einzel-Bergmann
- seit 2017 Benno Fischbach[37]

## Bekannte ehemalige Schüler
- Michael Coldewey (* 1962), Regisseur und Filmproduzent (Abitur 1984)
- Susanna Tausendfreund (* 1963), Rechtsanwältin, Politikerin (Die Grünen) und Erste Bürgermeisterin der Gemeinde Pullach (Abitur 1983)
- Wolfgang Maria Bauer (* 1963), Schauspieler und Regisseur
- Christian Sedelmayer (* 1965), Bühnen- und Kostümbildner, Regisseur und bildender Künstler (Abitur 1984)
- Rochus Schmid (* 1968), Chemiker (Abitur 1987)
- Johann von Bülow (* 1972), Schauspieler (Abitur 1992)
- Anja Reschke (* 1972), Journalistin und Fernsehmoderatorin (Abitur 1991)
- Matthias Bublath (* 1978), Musiker
- Timothy Raschdorf (* 1993), Schauspieler (Abitur 2012)
- Leilani Ettel (* 2002), Snowboarderin (Abitur 2019)